# Список лінійних крейсерів Великої Британії

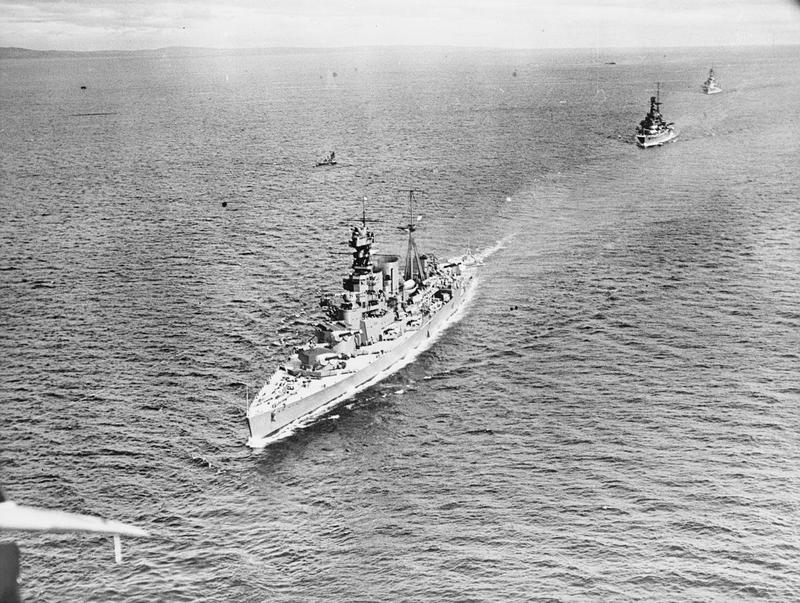
Ескадра британських лінійних крейсерів у кільватерній колоні

Список лінійних крейсерів Великої Британії — перелік лінійних крейсерів, які перебували на озброєнні Королівського військово-морського флоту Великої Британії.
Формування концепції лінійного крейсера було дітищем адмірала сера Джона («Джекі») Фішера, людини, яка ініціювала будівництво першого у світі «великого гарматного» військового корабля «Дредноут». Він візуалізував новий тип військового корабля, який матиме озброєння лінкора, але швидший, легший і менш броньований. Перші три лінійні крейсери типу «Інвінсібл» були закладені під час будівництва «Дредноута» в 1906 році.
Ця філософія виявилася найбільш успішною на практиці, коли лінійні крейсери могли скористатися своєю перевагою у швидкості, щоб протистояти меншим та слабшим кораблям у бою. Найкращим прикладом став Фолклендський бій, де «Інвінсібл» і «Інфлексібл» потопили німецькі панцерні крейсери «Шарнгорст» та «Гнейзенау», майже не зазнавши пошкоджень, попри численні влучання корабельної артилерії німецьких крейсерів. Водночас вони були менш успішними в бою проти важкоброньованих кораблів, це було наочно продемонстровано втратою крейсерів «Інвінсібл», «Індіфатігебл» і «Квін Мері» в ході Ютландської битви в 1916 році. Усі три кораблі були знищені більш важкоброньованими німецькими лінійними крейсерами. Брак броньового захисту та підвищена вибухонебезпечність британського кордита, що зберігався у шовкових картузах, а також невдала конструкція баштових елеваторів, що не забезпечували захист від проникнення полум'я в артилерійські льохи, призвело до трагічних наслідків і також відіграло певну роль у кількості зазнаних втрат під час битви.
Серед лінійних крейсерів, побудованих до Першої світової війни, «Інвінсібл» і «Індіфатігебл» мали шестидюймову (152 мм) броню по ватерлінії, максимальну швидкість 25 вузлів (46 км/год) і вісім 12-дюймових (305 мм) гармат головного калібру. Досконаліші лінійні крейсери — два кораблі типу «Лайон», «Квін Мері» і «Тайгер» — усі мали дев'ятидюймовий (229 мм) броньовий пояс, швидкість — понад 28 вузлів (52 км/год) і вісім 343-мм гармат. Будівництво крейсерів «Рінаун» і «Корейджес» почалося у воєнний час, коли наприкінці 1914 року адмірала Фішера вдруге призначили Першим морським лордом. Кожен з цих кораблів був найшвидшим капітальним кораблем у світі на той час і мав потужне озброєння: від чотирьох до шести 15-дюймових (381 мм) гармат, але платою за їхню швидкість і озброєння стало те, що вони мали менше броні, ніж лінкори. «Гуд» був закладений під час війни, але був значно модернізований, зокрема на основі досвіду, отриманого в Ютландській битві, корабель оснастили посиленою бронею, увійшов крейсер до складу флоту лише після війни.
Після війни британці планували побудувати лінійні крейсери типу «G3», який мав таке ж озброєння та броню, що й лінійні кораблі того часу, і проєкт оцінювався як лінійні крейсери лише в порівнянні з більш броньованими та повільнішими лінійними кораблями, які також перебували на стадії розроблення в той час. Але їхнє проєктування було скасовано, оскільки вони перевищили обмеження тоннажу за умовами Вашингтонського морського договору. З перших дев'яти лінійних крейсерів тільки «Тайгер» продовжив службу до 1930-х років. Три кораблі «Корейджес» протягом 1920-х років були переобладнані в авіаносці, і лише «Ріпалс», «Рінаун» і «Гуд» брали участь у Другій світовій війні як лінійні крейсери. Усі три пройшли значний ремонт між війнами. «Гуд» був втрачений у бою в Данській протоці, «Ріпалс» — був потоплений японськими літаками на початку війни в Тихому океані, а «Рінаун» пережив війну і був розібраний на брухт у 1948 році.

## Лінійні крейсери Великої Британії
Позначення
| № з/п | Бортовий номер | Зображення | Назва          | Тип            | Водотоннажність | Закладений        | Спущено на воду | Введено в експлуатацію | Статус | Прим.                                                         |
| ----- | -------------- | ---------- | -------------- | -------------- | --------------- | ----------------- | --------------- | ---------------------- | --- | ------------------------------------------------------------- |
| 1     |                |            | «Інвінсібл»    | «Інвінсібл»    | 20 748 тонн     | 2 квітня 1906     | 13 квітня 1907  | 20 березня 1909        | 31 травня 1916 року загинув в Ютландській морській битві |                                                               |
| 2     |                |            | «Інфлексібл»   | «Інвінсібл»    | 20 748 тонн     | 5 лютого 1906     | 26 червня 1907  | 20 жовтня 1908         | 1 грудня 1921 року списаний на брухт |                                                               |
| 3     |                |            | «Індомітебл»   | «Інвінсібл»    | 20 748 тонн     | 1 березня 1906    | 16 березня 1907 | 25 червня 1908         | 1 грудня 1921 року списаний на брухт |                                                               |
| 4     |                |            | «Індіфатігебл» | «Індіфатігебл» | 22 790 тонн     | 23 лютого 1909    | 28 жовтня 1909  | 24 лютого 1911         | 31 травня 1916 року загинув в Ютландській морській битві |                                                               |
| 5     |                |            | «Нью Зіланд»   | «Індіфатігебл» | 22 790 тонн     | 20 червня 1910    | 1 липня 1911    | 19 листопада 1912      | 19 грудня 1922 року списаний на брухт |                                                               |
| 6     |                |            | «Остреліа»     | «Індіфатігебл» | 22 790 тонн     | 23 червня 1910    | 25 жовтня 1911  | 13 червня 1913         | 12 квітня 1924 року списаний на брухт |                                                               |
| 7     |                |            | «Лайон»        | «Лайон»        | 31 315 тонн     | 29 листопада 1909 | 6 серпня 1910   | 4 червня 1912          | 31 січня 1924 року списаний на брухт |                                                               |
| 8     |                |            | «Принцес Роял» | «Лайон»        | 31 315 тонн     | 2 травня 1910     | 29 квітня 1911  | 14 листопада 1912      | 19 грудня 1922 року списаний на брухт |                                                               |
| 9     |                |            | «Квін Мері»    | «Квін Мері»    | 32 355 тонн     | 6 березня 1911    | 20 березня 1912 | 4 вересня 1913         | 31 травня 1916 року загинув в Ютландській морській битві |                                                               |
| 10    |                |            | «Тайгер»       | «Тайгер»       | 33 794 тонни    | 20 червня 1912    | 15 грудня 1913  | 3 жовтня 1914          | у лютому 1932 року розібраний на брухт |                                                               |
| 11    |                |            | «Рінаун»       | «Рінаун»       | 32 737 тонн     | 25 січня 1915     | 4 березня 1916  | 29 вересня 1916        | у серпні 1948 року розібраний на брухт |                                                               |
| 12    |                |            | «Ріпалс»       | «Рінаун»       | 32 737 тонн     | 25 січня 1915     | 8 січня 1916    | 18 серпня 1916         | 10 грудня 1941 року потоплений японською авіацією в Південнокитайському морі в бою біля Куантана                                                                                  |                                                               |
| 13    |                |            | «Корейджес»    | «Корейджес»    | 22 922 тонни    | 26 березня 1915   | 5 лютого 1916   | 4 листопада 1916       | 17 вересня 1939 року потоплений німецьким підводним човном U-29 | у червні 1924 — лютому 1928 року переобладнаний на авіаносець |
| 14    |                |            | «Глорієс»      | «Корейджес»    | 22 922 тонни    | 1 травня 1915     | 20 квітня 1916  | 31 грудня 1916         | 8 червня 1940 року потоплений поблизу берегів Норвегії у швидкоплинному морському бою з німецькими лінійними кораблями «Шарнгорст» та «Гнейзенау»                                 | у 1924 — лютому 1930 року переобладнаний на авіаносець        |
| 15    |                |            | «Ф'юріос»      | «Корейджес»    | 23 257 тонн     | 8 червня 1915     | 15 серпня 1916  | 26 червня 1917         | у 1948 році розібраний на брухт | у 1917 році переобладнаний на авіаносець                      |
| 16    |                |            | «Гуд»          | «Адмірал»      | 47 429 тонн     | 1 вересня 1916    | 22 серпня 1918  | 15 травня 1920         | 24 травня 1941 року під час бою у Данській протоці потоплений німецьким лінкором «Бісмарк»                                                                                        |                                                               |
| 17    |                |            | «Енсон»        | «Адмірал»      | 47 429 тонн     | 9 листопада 1916  | —               | —                      | 9 травня 1917 року будівництво припинено, 27 лютого 1919 року повністю скасовано                                                                                                  |                                                               |
| 18    |                | «Хау»      | 16 жовтня 1916 | «Адмірал»      | 47 429 тонн     | —                 | —               |                        | 9 травня 1917 року будівництво припинено, 27 лютого 1919 року повністю скасовано                                                                                                  |                                                               |
| 19    |                | «Родні»    | 8 жовтня 1916  | «Адмірал»      | 47 429 тонн     | —                 | —               |                        | 9 травня 1917 року будівництво припинено, 27 лютого 1919 року повністю скасовано                                                                                                  |                                                               |
| 20-23 |                |            |                | «G3»           | 54 774 тонни    | —                 | —               | —                      | 12 серпня 1921 року проєкт G3 був схвалений Комітетом Адміралтейства; в лютому 1922 року замовлення було скасовано після ратифікації Вашингтонського військово-морського договору |                                                               |